# Последният еднорог (филм)
 Тази статия е за анимационния филм.  За фентъзи романа на Питър Бийгъл вижте Последният еднорог.  
„Последният еднорог“ е анимационен фентъзи филм от 1982 година по едноименния фентъзи роман на Питър Бийгъл, който също е сценарист на филма, филмът е режисиран и продуциран от Артър Ранкин младши и Джулс Бас. Продуциран е от Rankin/Bass Productions за ITC Entertainment и е анимиран от Topcraft.
Озвучаващия състав се състои от Алън Аркин, Джеф Бриджис, Мия Фароу, Тами Граймс, Анджела Лансбъри и Кристофър Лий. Музиката и песните са композирани и аранжирани от Джими Уеб, и се изпълняват от група „Америка“ и Лондонския симфоничен оркестър, с беквокали от Луси Мичъл. Филмът печели $6.5 милиона в Съединените щати.

## Сюжет
Когато еднорогата научава, че тя е може би последният представител на вида, започва да търси свои себеподони. По време на пътуването тя се сприятелява с непохватен магьосник и една жена. Сега е готова да спаси себеподобните си и да се бие с червения бик.

## Актьорски състав
| Актьор           | Роля                   |
| ---------------- | ---------------------- |
| Мия Фароу        | Еднорога/Лейди Амалтея |
| Алън Аркин       | Шмендрик               |
| Джеф Бриджис     | Принц Лир              |
| Тами Граймс      | Моли Гру               |
| Робърт Клейн     | Пеперудата             |
| Анджела Лансбъри | Мама Фортуна           |
| Кристофър Лий    | Крал Хагард            |
| Кийнън Уин       | Капитан Къли Харпията  |
| Пол Фрийс        | Мабрук                 |
| Рене Обержоноа   | Черепа                 |
| Нели Белфлауер   | Дървото                |
| Брадър Тиодор    | Рук                    |
| Дон Месик        | Други гласове          |

## В България
В България филмът има неофициално издание на видеокасети с едногласов дублаж. В последствие се разпространява официално от Проксима Видео през 2005 г. на видеокасети и DVD. Дублажът е на Ретел Аудио-Видео и е подготвен за излъчване от Мависта Студио. Екипът се състои от:
| Преводач           | Илияна Иванова                                    |
| Редактор           | Мариана Добрева                                   |
| Тонрежисьор        | Михаил Георгиев                                   |
| Озвучаващи артисти | Живка Донева Александър Воронов Станислав Пищалов |